# Muharrem Qena
Muharrem Qena, znany też jako Muharem Ćena (ur. 22 października 1930 w Kosovskiej Mitrovicy, zm. 25 września 2006 w Prisztinie) – albański aktor, reżyser, pisarz i piosenkarz z Kosowa.

## Życiorys
Po ukończeniu szkoły średniej w Prisztinie kształcił się na wydziale aktorskim szkoły filmowej w Belgradzie. W latach 50. zakładał trzy sceny teatralne: w Prizrenie, Djakowicy i Gnjilane. Największe sukcesy odnosił kierując teatrem w Prisztinie (Teatri Popullor Krahinor) – wystawił na jego deskach ponad 200 sztuk. Jedna z nich – Erveheja – zdobyła pięć nagród na krajowym festiwalu teatralnym w 1967 w Nowym Sadzie. W latach 60. XX w. napisał kilkadziesiąt piosenek, które przetrwały w repertuarze kosowskich wokalistów do dziś (Kaçurrelja, Shokut, Lamtumirë). W filmie zadebiutował w roku 1960 jako aktor, w latach 1975-1982 zrealizował pięć filmów telewizyjnych. Był współtwórcą teatrów w Prizrenie, Gjakovej i w Gjilanie.
We wrześniu 2004 Qena został uhonorowany nagrodą za całokształt twórczości na międzynarodowym festiwalu teatralnym w Prisztinie. 
Był żonaty (żona Iqballe Qena), miał córkę Antigonę. Imię Muharrema Qeny nosi teatr w Mitrowicy.

## Role filmowe
- 1960: Kapetan Lesi (Kapitan Lesi) jako M. Cena.
- 1980: Kur pranvera vonohet (Kiedy wiosna się spóźnia) TV
- 1982: Lepuri me pesë këmbë (Zając z pięcioma nogami)
- 1984: Proka
- 2005: Kukumi

## Filmy wyreżyserowane
- 1975: Druri
- 1976: Gëzuar viti i ri
- 1978: Ëndra e Skercos
- 1981: 2 plus
- 1982: Qesh e ngjesh